# Unione Sportiva Cremonese 1938-1939
Questa pagina raccoglie le informazioni riguardanti l'Unione Sportiva Cremonese nelle competizioni ufficiali della stagione 1938-1939.

## Stagione
Nella stagione 1938-1939 la Cremonese ha disputato il campionato di Serie C girone B classificandosi seconda dietro la Reggiana.

## Rosa
| N. |                   | Ruolo | Calciatore             |
| -- | ----------------- | ----- | ---------------------- |
|    | Italia (bandiera) | A     | Giuseppe Barantani     |
|    | Italia (bandiera) | D     | Bruno Barbieri         |
|    | Italia (bandiera) | C     | Eugenio Bergonzi       |
|    | Italia (bandiera) | P     | Domenico Bertazzoli    |
|    | Italia (bandiera) | A     | Vittorio Bonifacio     |
|    | Italia (bandiera) | C     | Pietro Camisaschi      |
|    | Italia (bandiera) | A     | Luigi Del Grosso       |
|    | Italia (bandiera) | A     | Giuseppe Carlo Ferrari |
|    | Italia (bandiera) | D     | Umberto Ferrari        |
|    | Italia (bandiera) | P     | Ugo Ferrazzi           |

| N. |                   | Ruolo | Calciatore         |
| -- | ----------------- | ----- | ------------------ |
|    | Italia (bandiera) | D     | Umberto Franzini   |
|    | Italia (bandiera) | A     | Antonio Gandolfi   |
|    | Italia (bandiera) | C     | Gino Giuberti      |
|    | Italia (bandiera) | C     | Pio Gramigna       |
|    | Italia (bandiera) | A     | Sergio Martelli    |
|    | Italia (bandiera) | A     | Bruno Poletti      |
|    | Italia (bandiera) | C     | Sergio Rampini     |
|    | Italia (bandiera) | C     | Giuseppe Rivoltini |
|    | Italia (bandiera) | C     | Tullio Scanferlini |
|    | Italia (bandiera) | D     | Leo Trovati        |

## Risultati

### Serie C (girone B)

#### Girone di andata
| Arbitro: | Leoni (Milano) |

|          |           |                |
| Gemo 88’ | Marcatori | 55’ Camisaschi |

| Arbitro: | Tagliapietra (Padova) |

|                  |           |                |
| Bergonzini I 71’ | Marcatori | 24’ Del Grosso |

| Arbitro: | Gnocchini (Como) |

|             |           |  |
| Rampini 85’ | Marcatori |  |

| Tortona 9 ottobre 1938 4ª giornata | Derthona        | 0 – 0 | Cremonese | Campo Sportivo\| Arbitro: \| Gorini (Milano) \| |
| Arbitro:                           | Gorini (Milano) |       |           |                                                 |

| Arbitro: | Mastrazzi (Brescia) |

|  |           |            |
|  | Marcatori | 48’ Pulici |

| Arbitro: | Barbieri (Genova) |

|             |           |  |
| Pizzala 85’ | Marcatori |  |

| Arbitro: | Di Pasquale (Varese) |

|                                            |           |            |
| Ferrari I 1’ Giuberti 23’ Poletti 63’, 77’ | Marcatori | 87’ Grassi |

| Arbitro: | Bertone (Torino) |

|            |           |  |
| Peroni 10’ | Marcatori |  |

| Arbitro: | Anceschi (Genova) |

|  |           |                   |
|  | Marcatori | 42’, 67’ Martelli |

| Arbitro: | Leoni (Milano) |

|               |           |  |
| Ferrari I 26’ | Marcatori |  |

| Arbitro: | Rossi (Milano) |

|  |           |                     |
|  | Marcatori | 12’, 47’ Camisaschi |

| Arbitro: | Garotta (Milano) |

|  |           |             |
|  | Marcatori | 6’ Frattini |

| Arbitro: | Moretti (Genova) |

|           |           |  |
| Magni 26’ | Marcatori |  |

#### Girone di ritorno
| Arbitro: | Salvatori (Roma) |

|                            |           |  |
| Barbieri 56’ Ferrari I 76’ | Marcatori |  |

| Arbitro: | Ronzio (Roma) |

|                                         |           |               |
| Bergonzi 45’ Rampini 59’ Del Grosso 61’ | Marcatori | 76’ Ghermandi |

| Reggio Emilia 29 gennaio 1939 16ª giornata | Reggiana          | 0 – 0 | Cremonese | Stadio Comunale Mirabello\| Arbitro: \| Bertolio (Torino) \| |
| Arbitro:                                   | Bertolio (Torino) |       |           |                                                              |

| Arbitro: | Anceschi (Genova) |

|                                                                           |           |  |
| Ferrari I 37’ (rig.) Bonifacio 50’, 52’, 59’ Del Grosso 70’ Bonifacio 80’ | Marcatori |  |

| Carate Brianza 12 febbraio 1939 18ª giornata | Caratese       | 0 – 0 | Cremonese | Campo Sportivo del Littorio\| Arbitro: \| Rosso (Torino) \| |
| Arbitro:                                     | Rosso (Torino) |       |           |                                                             |

| Arbitro: | Da Broj (Forlì) |

|                          |           |           |
| Poletti 35’ Barbieri 37’ | Marcatori | 67’ Rizzi |

| Arbitro: | Bertolio (Torino) |

|  |           |                                    |
|  | Marcatori | 28’ (rig.) Barbieri 49’ Camisaschi |

| Arbitro: | Neri (Vicenza) |

|              |           |  |
| Ranmpini 85’ | Marcatori |  |

| Arbitro: | Coletti (Treviso) |

|                                                            |           |  |
| Giuberti 3’ Del Grosso 10’ Camisaschi 24’ Rampini 72’, 87’ | Marcatori |  |

| Arbitro: | Galeati (Bologna) |

|              |           |            |
| Fasanelli 2’ | Marcatori | 8’ Rampini |

| Arbitro: | Zambotto (Padova) |

|               |           |  |
| Camisaschi 3’ | Marcatori |  |

| Arbitro: | Rosso (Torino) |

|              |           |                  |
| Marmiroli 1’ | Marcatori | 3’ (aut.) Grossi |

| Arbitro: | Coletti (Treviso) |

|              |           |  |
| Martelli 88’ | Marcatori |  |